# 中国外国文学学会西葡拉美文学研究分会
中国外国文学学会西葡拉美文学研究分会（简称西葡拉美文学研究会），是中华人民共和国的一个群众性学术团体，挂靠单位为中国社会科学院外国文学研究所。该研究会主要开展西班牙文学、葡萄牙文学和拉丁美洲文学的介绍和研究工作。每隔一年在全国举办一次文学研讨会。
历任会长：王央樂（1979年－1985年）、沈石岩（1985年－1999年）、赵振江（1999年－2005年）、丁文林（2005年－2008年）、郑书九（2008年至今）。

## 历史
1979年10月20日至28日，来自中华全国29个单位的60名西葡拉美文学研究工作者代表在江苏省南京大学召开全国西班牙、拉丁美洲文学讨论会，同时宣告成立全国西班牙、葡萄牙、拉丁美洲文学学会。王央樂任总干事。
1982年8月22日，全国西、葡、拉美文学学会首届年会通过新的章程，学会改名为中国西班牙、葡萄牙、拉丁美洲文学研究会，并成为中国外国文学学会所属的一个群众性学术团体，王央樂任会长。1983年5月5日至12日，在西安市召开“全国加西亚·马尔克斯与拉美魔幻现实主义讨论会”。1984年，在杭州市召开“全国拉丁美洲文学史研究与编写工作讨论会”。
1986年9月，在昆明市召开“全国西班牙文学研究暨加西亚·洛尔卡逝世50周年纪念会”，期间达成与云南人民出版社合作翻译出版《拉丁美洲文学丛书》的协议。1989年，成立10出版论文集《世界文学的奇葩：拉丁美洲文学研究》。1993年8月20日至23日，在京郊举行西葡拉美文学评论研讨会。1994年8月16日至19日，在北京举行“西班牙葡萄牙拉丁美洲文学在中国”研讨会暨研究会成立15周年庆祝会。
2003年6月6日，中华人民共和国民政部发布第41号公告，取消了包括该研究会在内的63个社团开展学术活动的资格。这是因为研究会资金不足，没有在民政部申请重新登记而造成的。6月10日，中国社科院外国文学研究所召开紧急会议商讨对策，决定重新组建研究会。2005年，举行换届选举。
2014年5月，举办《加西亚·马尔克斯与中国》高端学术研讨会。2015年，研究会的正式名称定为中国外国文学学会西葡拉美文学研究分会。2019年10月，举办中国西葡拉美文学研究会成立四十周年纪念会。

## 历届年会
1982年至1999年，举办中国西葡拉美文学研究会年会。2008年之后，举办西葡拉美文学研讨会。
| 届次   | 年份   | 日期             | 举办地点         | 主题                                        | 参考   |
| ------ | ------ | ---------------- | ---------------- | ------------------------------------------- | ------ |
| 第一届 | 1982年 | 8月16日至8月22日 | 天津市           |                                             | [ 2 ]  |
| 第二届 | 1985年 | 7月14日至7月17日 | 黑龙江省牡丹江市 |                                             | [ 11 ] |
| 第三届 | 1988年 | 8月26日至8月30日 | 河北省北戴河     | 从拉丁美洲新小说看二十世纪拉美文学走向      | [ 12 ] |
| 第四届 | 1991年 | 8月19日至8月24日 | 辽宁省丹东市     | 卡米洛·何塞·塞拉和奥克塔维奥·帕斯作品研讨等 | [ 13 ] |
| 第五届 | 1995年 | 8月14日至8月18日 | 山东省烟台市     |                                             | [ 4 ]  |
| 第六届 | 1999年 | 8月              | 河北省承德市     |                                             | [ 14 ] |

| 年份   | 日期              | 举办地点     | 承办单位                 | 主题                                             | 参考   |
| ------ | ----------------- | ------------ | ------------------------ | ------------------------------------------------ | ------ |
| 2008年 | 10月31日至11月2日 | 山东省青岛市 | 青岛大学                 | 面向新世纪的西葡拉美文学                         | [ 15 ] |
| 2011年 | 8月25日至8月27日  | 山东省东营市 | 百通思达翻译咨询有限公司 | 《2666》探讨等                                   | [ 16 ] |
| 2013年 | 8月22日至8月25日  | 吉林省长春市 | 吉林大学                 | 拉丁美洲文学爆炸后小说研究等                     | [ 17 ] |
| 2015年 | 8月20日至8月21日  | 江苏省南京市 | 南京师范大学             | 文学体裁等                                       | [ 18 ] |
| 2017年 | 9月21日至9月23日  | 陕西省西安市 | 西安外国语大学           | 胡安·魯爾福诞辰100周年、《百年孤独》出版50周年等 | [ 19 ] |
| 2019年 | 8月22日至8月24日  | 江苏省常州市 | 常州大学                 |                                                  | [ 20 ] |